# Tunnelhill
Tunnelhill è una borough degli Stati Uniti d'America, nella contea di Blair nello Stato della Pennsylvania. Secondo il censimento del 2000 la popolazione è di 409 abitanti.

## Società

### Evoluzione demografica
La composizione etnica vede una maggioranza di quella bianca (98.78%), seguita dai nativi americani e asiatici (0,24%) dati del 2000.
| borough di Tunnelhill Popolazione |     |
| 2000                              | 409 |
| Stima al 2009                     | 376 |